# كونور أوبويل
كونور أوبويل (بالإنجليزية: Conor O'Boyle)‏ هو قائد عسكري أيرلندي، ولد في 1952.